# Сигма Стрельца
Си́гма Стрельца́ (σ Стрельца, лат. Sigma Sagittarii, сокр. σ Sgr; также имеет название Нунки) — вторая по яркости звезда в созвездии Стрельца. Бело-голубая звезда главной последовательности, видимая звёздная величина +2,05m. Находится на расстоянии 228 св. лет (70 пк) от Солнца.

## Характеристики
Звезда принадлежит к главной последовательности, её спектральный класс B2.5 V, масса 7,8 ± 0,2 M⊙, радиус 4,5 R⊙, светимость превосходит солнечную в 3300 раз; температура поверхности 18 890 К. Возраст звезды оценивается в 31,4 ± 0,4 млн лет.
Звезда является рентгеновским источником. Рентгеновская светимость 1,2 × 1028 эрг·с−1.
На угловом расстоянии 5,2′ от Сигмы Стрельца наблюдается оптический компаньон 10-й звёздной величины.
Звезда находится близко к эклиптике, поэтому может иногда затмеваться Луной и планетами.